# Russisch-Oekraïense Oorlog
De Russisch-Oekraïense Oorlog is een gewapend conflict tussen enerzijds Rusland samen met pro-Russische separatisten uit de Donbas en de Krim en anderzijds Oekraïne, dat zich vanaf 2014 afspeelt.

## Conflict in een notendop
Het conflict begon nadat de pro-Russische Oekraïense president Viktor Janoekovytsj in februari 2014 werd afgezet na de maandenlange pro-westerse Euromaidan-protesten en de daaropvolgende Revolutie van de Waardigheid. Dit leidde tot pro-Russische protesten in de oostelijke en zuidelijke delen van Oekraïne. Russische soldaten zonder insigne namen de controle over strategische posities en infrastructuur op het Oekraïense grondgebied van de Autonome republiek van de Krim over, waarna Rusland overging tot de annexatie van de Krim. Deze schending van de soevereiniteit van Oekraïne was in strijd met meerdere verdragen, waaronder het Memorandum van Boedapest van 1994. Bij het definitieve bezegelen van zijn - in 1991 verkregen - onafhankelijkheid deed Oekraïne afstand van de kernwapens van de voormalige Sovjet-Unie op zijn grondgebied onder voorwaarde dat de toenmalige staatsgrenzen van het land door de kernmogendheden gerespecteerd en gegarandeerd zouden worden.
In de Oost-Oekraïense oblasten Donetsk en Loehansk escaleerden de pro-Russische protesten in een gewapend conflict. Nadat gewapende rebellen begin april 2014 diverse regeringsgebouwen in de Donbas hadden bezet, zette de Oekraïense regering het leger in, wat het begin markeerde van de Oorlog in Oost-Oekraïne. De opstandelingen wisten de steden Donetsk en Loehansk in handen te krijgen, alsmede het gebied ten zuidoosten daarvan tot aan de Russische grens, waar zij de zelfverklaarde volksrepubliek Donetsk en volksrepubliek Loegansk uitriepen, met het voornemen om net als de Republiek van de Krim een onderdeel van Rusland te worden. In augustus 2014 staken ongemarkeerde Russische militaire voertuigen de grens naar de zelfverklaarde volksrepubliek Donetsk over. Een niet-verklaarde oorlog begon tussen Oekraïense troepen aan de ene kant en door Rusland gesteunde separatisten aan de andere kant. Deze voortdurende loopgravenoorlog hield acht jaar stand zonder veel verschil in linies.
In 2021 en begin 2022 vond er een grote Russische troepenopbouw plaats langs de Russisch-Oekraïense grens. De Noord-Atlantische Verdragsorganisatie (NAVO) beschuldigde Rusland van het plannen van een invasie, wat door de Russen herhaaldelijk werd ontkend. De Russische president Vladimir Poetin noemde de uitbreiding van de NAVO een bedreiging voor zijn land en eiste dat Oekraïne zou worden uitgesloten om ooit lid te worden van de militaire alliantie. Op 21 februari 2022 verklaarde Poetin dat Rusland de zelfverklaarde volksrepublieken Donetsk en Loegansk, inclusief hun claims op het gehele grondgebied van respectievelijk de Oost-Oekraïense oblasten Donetsk en Loehansk, zou erkennen. Op 24 februari 2022 volgde een grootschalige Russische invasie van Oekraïne. Deze aanvalsoorlog leidde tot een verdere verslechtering van de relaties tussen Rusland en het Westen.

## Voorgeschiedenis vanaf 1991

### Het uiteenvallen van de Sovjet-Unie
Op 1 december 1991 stemde Oekraïne, de op een na machtigste republiek in de Sovjet-Unie, met een overweldigende meerderheid voor onafhankelijkheid, hetgeen een einde maakte aan elke realistische kans dat de Sovjet-Unie als eenheid bij elkaar zou blijven, zelfs op beperkte schaal. Meer dan 90% van de Oekraïense kiezers sprak hun steun uit voor de onafhankelijkheidsverklaring van Oekraïne en verkozen de voorzitter van het parlement, Leonid Kravtsjoek, tot de eerste president van het land. Tijdens de daaropvolgende bijeenkomsten in Brest, Wit-Rusland op 8 december 1991, en in Alma-Ata, Kazachstan op 21 december, werd de Sovjet-Unie formeel ontbonden en werd door de leiders van Wit-Rusland, Rusland en Oekraïne het nieuwe Gemenebest van Onafhankelijke Staten (GOS) gevormd.
Na de ontbinding van de Sovjet-Unie in 1991 onderhielden Oekraïne en Rusland nauwe banden. In 1994 trad Oekraïne als niet-kernwapenstaat toe tot het Verdrag inzake de niet-verspreiding van kernwapens. Voormalige Sovjet-kernwapens in Oekraïne werden door Rusland verwijderd en ontmanteld. In ruil daarvoor kwamen Rusland, het Verenigd Koninkrijk (VK) en de Verenigde Staten (VS) overeen om de territoriale integriteit en politieke onafhankelijkheid van Oekraïne te handhaven door middel van het Memorandum van Boedapest. In 1999 was Rusland een van de ondertekenaars van het Handvest van de grondrechten van de Europese Unie, dat "het inherente recht van elke deelnemende staat herbevestigde om vrij te zijn om zijn veiligheidsregelingen, met inbegrip van alliantieverdragen, te kiezen of te wijzigen naarmate deze zich ontwikkelen." Beide verdragen bleken in 2014 waardeloos te zijn. In de jaren na de ontbinding van de Sovjet-Unie traden verschillende voormalige Oostbloklanden toe tot de NAVO, deels als reactie op regionale veiligheidsdreigingen waarbij Rusland betrokken was, zoals de Russische constitutionele crisis van 1993, de oorlog in Abchazië (1992-1993) en de Eerste Tsjetsjeense Oorlog (1994-1996). Russische leiders beschreven deze uitbreiding als een schending van de informele garanties van de westerse mogendheden dat de NAVO niet naar het oosten zou uitbreiden.

### Oranjerevolutie
De Oekraïense presidentsverkiezingen van 2004 waren controversieel. Tijdens de verkiezingscampagne werd oppositie-kandidaat Viktor Joesjtsjenko vergiftigd en beschuldigde hij Rusland van betrokkenheid. In november 2004 werd premier Viktor Janoekovytsj tot winnaar uitgeroepen, ondanks beschuldigingen van verkiezingsfraude door verkiezingswaarnemers. Gedurende een periode van twee maanden die bekend kwam te staan als de Oranjerevolutie, hadden grote vreedzame protesten de uitkomst met succes betwist. Nadat het Hooggerechtshof van Oekraïne het eerste resultaat nietig had verklaard vanwege wijdverbreide verkiezingsfraude, werd een tweede ronde gehouden, waarbij Joesjtsjenko aan de macht kwam als president, Joelia Tymosjenko als premier, en Janoekovytsj in de oppositie bleef.
Op de top van Boekarest in 2008 probeerden Oekraïne en Georgië lid te worden van de NAVO. De reactie onder de NAVO-leden was verdeeld; West-Europese landen verzetten zich tegen het aanbieden van Membership Action Plans (MAP's) om Rusland niet tegen te werken, terwijl de Amerikaanse president George W. Bush aandrong op hun toelating. De NAVO weigerde uiteindelijk om Oekraïne en Georgië MAP's aan te bieden, maar gaf wel een verklaring af waarin stond dat "deze landen lid zullen worden van de NAVO". Poetin uitte krachtig verzet tegen een eventuele toetreding van Oekraïne en Georgië tot de NAVO. Tegen januari 2022 was de kans dat Oekraïne lid zou worden van de NAVO nog steeds klein.
Nadat Oekraïne bij het uiteenvallen van de Sovjet-Unie in 1991 een onafhankelijk land was geworden, bleef Rusland het beschouwen als een deel van zijn invloedssfeer. De Roemeense analist Iulian Chifu meende dat Rusland met betrekking tot Oekraïne een gemoderniseerde versie van de Brezjnevdoctrine over "beperkte soevereiniteit" nastreefde, die dicteert dat de soevereiniteit van Oekraïne niet groter mag zijn dan ten tijde van het Warschaupact voorafgaand aan de val van het communisme. Hij baseerde zich op verklaringen van Russische leiders, die meenden dat een mogelijke integratie van Oekraïne in de NAVO de nationale veiligheid van Rusland in gevaar zou brengen.
Een ander geschilpunt was de splitsing van de Zwarte Zeevloot. Oekraïne stemde ermee in de haven van Sebastopol te verhuren, zodat de Russische Zwarte Zeevloot deze samen met Oekraïne kon blijven gebruiken. Vanaf 1993 tot en met de jaren 1990 en 2000 hadden Oekraïne en Rusland verschillende gasconflicten.

### Euromaidan, Revolutie van de Waardigheid en pro-Russische opstand
In 2009 kondigde Viktor Janoekovytsj zijn voornemen aan om zich kandidaat te stellen voor de Oekraïense presidentsverkiezingen van 2010, die hij vervolgens won. In november 2013 brak een golf van pro-westerse protesten uit, bekend als Euromaidan, in reactie op het plotselinge besluit van president Janoekovytsj om de Associatieovereenkomst tussen de Europese Unie en Oekraïne niet te ondertekenen, maar in plaats daarvan te kiezen voor nauwere banden met Rusland en de Euraziatische Economische Unie. Terwijl Rusland Oekraïne onder druk zette om de overeenkomst te verwerpen, had het Oekraïense parlement met een overweldigende meerderheid voor de afronding van de associatieovereenkomst met de EU gestemd.
De maandenlange vreedzame protesten in Kiev escaleerden op 18 februari 2014 in gewelddadigheden tijdens de Revolutie van de Waardigheid. Janoekovytsj en de leiders van de parlementaire oppositie troffen op 21 februari 2014 een schikkingsovereenkomst waarin werd opgeroepen tot vervroegde verkiezingen. De volgende dag ontvluchtte Janoekovytsj het land en werd hij nog dezelfde dag officieel uit zijn ambt gezet.
Op 27 februari 2014 werd een interim-regering gevormd en werden er vervroegde presidentsverkiezingen gepland. De volgende dag dook Janoekovytsj op in Rusland en verklaarde in een persconferentie dat hij de waarnemend president van Oekraïne bleef, terwijl Rusland zijn openlijke militaire campagne op de Krim begon. Leiders van de Russisch-sprekende oostelijke regio's van Oekraïne, de Donbas, verklaarden voortdurende loyaliteit aan Janoekovytsj, wat leidde tot een pro-Russische opstand. Op 23 februari nam het parlement een wetsvoorstel aan tot intrekking van de wet van 2012 die de Russische taal een officiële status gaf. Het wetsvoorstel werd niet aangenomen, maar leidde wel tot negatieve reacties in de Russisch-sprekende regio's van Oekraïne. Deze reacties werden versterkt door Russische media die zeiden dat de etnische Russische bevolking in deze regio's in direct gevaar verkeerde.
Op 27 februari namen de speciale politie-eenheden van de Krim, de Berkoet, die op 25 februari in andere regio's van Oekraïne waren ontbonden, controleposten in beslag op de landengte van Perekop en het schiereiland Tsjonhar. Volgens het Oekraïense parlementslid Hennadij Moskal, voormalig hoofd van de politie van de Krim, hadden de Berkoet gepantserde personenwagens, granaatwerpers, aanvalsgeweren, machinegeweren en andere wapens. Sindsdien controleren ze alle vervoer over land tussen de Krim en het vasteland van Oekraïne.

### Russische basis op de Krim
Aan het begin van het conflict in 2014 had Rusland ongeveer 12.000 militairen in de Zwarte Zeevloot die zich op verschillende plaatsen op de Krim bevonden, zoals Sebastopol, Katsja, Hvardijske en Sarytsj. Door de basis- en transitie-overeenkomst met Oekraïne werd Russische militaire aanwezigheid beperkt toegestaan, waaronder een maximum van 25.000 troepen, de eis om de soevereiniteit van Oekraïne te respecteren, zijn wetgeving te respecteren en zich niet te mengen in de interne aangelegenheden van het land,  hun "militaire identificatiekaarten" te tonen bij het overschrijden van de internationale grens en te overleggen met de bevoegde Oekraïense instanties alvorens hun operaties buiten de aangewezen inzetlocaties uit te voeren. In het begin van het conflict stelde de aanzienlijke troepenlimiet van deze overeenkomst Rusland in staat zijn militaire aanwezigheid aanzienlijk te versterken – onder het aannemelijke mom van bezorgdheid over de veiligheid – door speciale troepen en andere vereiste capaciteiten in te zetten om later de operatie op de Krim uit te kunnen voeren.
Volgens het oorspronkelijke verdrag over de verdeling van de Sovjet-Zwarte Zeevloot, ondertekend in 1997, mocht Rusland zijn militaire basis op de Krim behouden tot 2017, waarna het al zijn militaire eenheden, inclusief zijn deel van de Zwarte Zeevloot uit de Autonome Republiek van de Krim en Sebastopol, moest evacueren. Een Russisch bouwproject voor de herhuisvesting van de vloot in Novorossiejsk, begonnen in 2005 en naar verwachting volledig voltooid in 2020; werd vanaf 2010 geconfronteerd met grote bezuinigingen en vertragingen bij de bouw. Op 21 april 2010 tekende president Janoekovytsj een nieuwe deal, bekend als het Charkov-pact, om het gasconflict tussen Rusland en Oekraïne uit 2009 op te lossen; het verlengde het Russische verblijf op de Krim tot 2042 met een optie om te verlengen in ruil voor korting op de Russische gasprijs.

## Russische inval van Oekraïne in 2014

### Russische invasie van de Krim
Op 20 februari 2014 begon Rusland met de annexatie van de Krim. Rusland rechtvaardigde de annexatie op historische gronden, maar schond hiermee een bepaling uit het non-proliferatieverdrag waarbij Oekraïne afstand had gedaan van de bij de onafhankelijkheid "geërfde" sovjetkernwapens op voorwaarde van het respecteren van de 'territoriale integriteit' en 'politieke onafhankelijkheid' van Oekraïne. Op 22 en 23 februari trokken Russische troepen via Novorossiejsk de landsgrens over en de Krim binnen. In de hoofdstad van de autonome republiek van de Krim, Simferopol, en de onafhankelijk bestuurde havenstad Sebastopol, de thuishaven van een Russische marinebasis onder het Charkov-pact van 2010, werden controleposten opgericht door niet-gemarkeerde Russische speciale eenheden met groene uniformen en uitrusting van militaire kwaliteit. De posten werden gebruikt om het schiereiland de Krim af te sluiten van de rest van Oekraïne en om het verkeer binnen het grondgebied te beperken. 

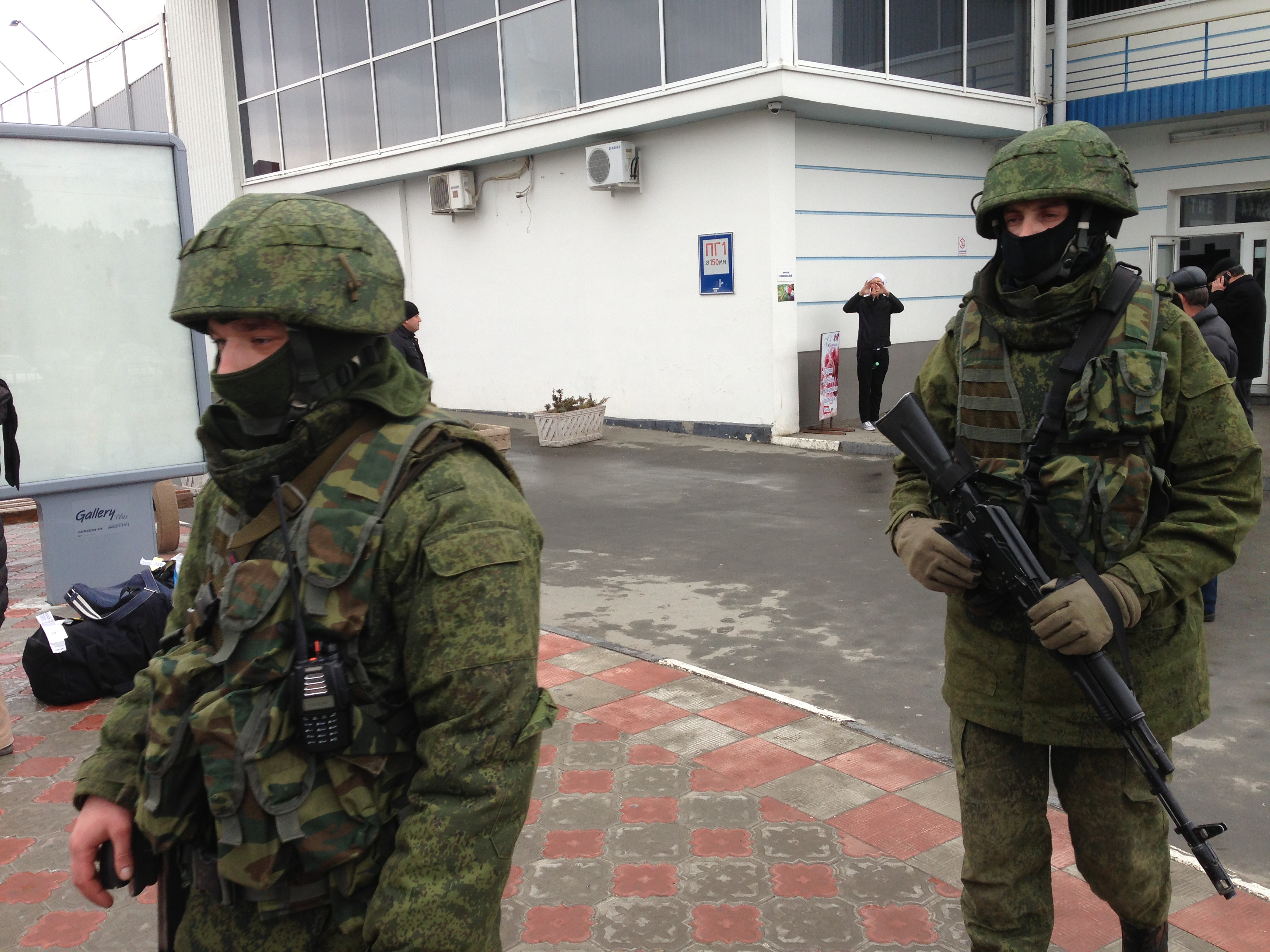
Russische troepen met ongemarkeerde uniformen op patrouille op de Internationale luchthaven Simferopol, 28 februari 2014

Voor Rusland was de Krim van groot strategisch belang omdat daar, in Sebastopol, een grote basis lag van de Zwarte Zeevloot. Afscheiding van de Krim dreigde. De meeste Krim-Tataren (ca. 12,1% van de Krimbevolking) waren echter tegen Russisch ingrijpen en steunden de nieuwe machthebbers in Kiev. De Mejlis van de Krim-Tataren had bij monde van voorzitter Refat Tsjoebarov opgeroepen tot het vormen van zelfverdedigingsploegen.

#### Russische interventie
Op 27 februari begonnen de niet-gemarkeerde Russische speciale eenheden hun opmars over het hele Krim-schiereiland. Ze namen strategische posities in, waarna ze het Krim-parlement in de regionale hoofdstad Simferopol veroverden en de Russische vlag hesen. Twee vliegvelden bij Simferopol en Sebastopol werden bezet door Russische militairen. Ook het gebouw van de Oekraïense staatstelevisie in Simferopol werd door een pro-Russische militie of Russische militairen bezet. De acties waren bedoeld om "de positie aan de Zwarte Zee te behouden". De Veiligheidsraad van de Verenigde Naties kwam naar aanleiding van deze gebeurtenissen bijeen in New York.

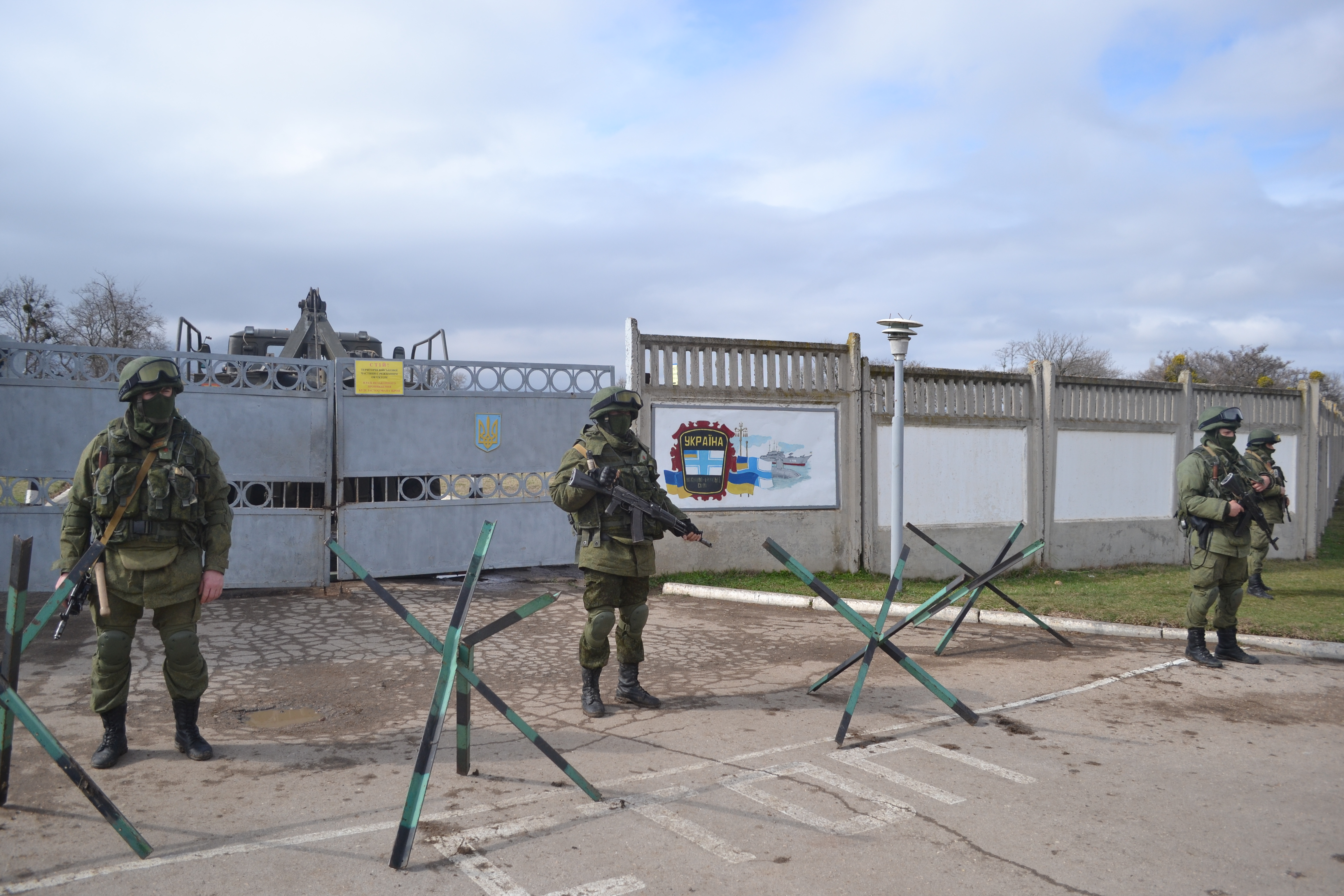
Russische troepen blokkeren de Oekraïense militaire basis in Perevalne

Op 1 maart 2014 kreeg president Poetin, nadat hij daar zelf om had gevraagd, toestemming van de Russische Federatieraad  om de Russische strijdkrachten in te zetten in Oekraïne. Volgens hem waren de troepen nodig op de Krim om de etnische Russen en de Zwarte Zeevloot te beschermen. Het Kremlin sprak over de inzet van militairen op het grondgebied van Oekraïne, wat de mogelijkheid open liet om elders dan de Krim Russische troepen in te zetten. Drie uur later liet waarnemend president Oleksandr Toertsjynov weten dat het Oekraïense leger was overgegaan tot mobilisatie. Hij waarschuwde Rusland dat elke militaire actie in Oekraïne zou leiden tot oorlog.
Op 6 maart 2014 stemde het Krimse parlement in met een decreet dat bepaalde dat de Krim onderdeel werd van Rusland. Ter voorbereiding hierop werd op 11 maart de onafhankelijkheid uitgeroepen. Op 16 maart 2014 werd een referendum over aansluiting bij Rusland gehouden, waarbij volgens Rusland de grote meerderheid van de bevolking voor aansluiting stemde. Op 17 maart werd de Republiek van de Krim uitgeroepen. Oekraïne, de EU en de VS erkenden dit referendum echter niet, omdat zij voorafgaande onderhandelingen met Oekraïne nodig achtten, en omdat de Russische militaire aanwezigheid de vrijheid van de stemming zou verstoren.

#### Annexatie van de Krim
Op 18 maart 2014 werd officieel bekendgemaakt dat de Krim geannexeerd was door Rusland. Deze schending van de soevereiniteit van Oekraïne werd internationaalrechtelijk bestempeld als illegaal en werd buiten Rusland alleen erkend door Wit-Rusland. Op 24 maart besloot de Oekraïense regering om al haar soldaten en hun familieleden uit de Krim te evacueren.

### Oorlog in Oost-Oekraïne
De annexatie van de Krim leidde in de Oost-Oekraïense oblasten Donetsk en Loehansk al bijna onmiddellijk tot een gewapend conflict. De opstandelingen wisten de steden Donetsk en Loehansk in handen te krijgen, alsmede het gebied ten zuidoosten daarvan tot aan de Russische grens, alwaar zij de volksrepubliek Donetsk en volksrepubliek Loegansk uitriepen. Het doel was net als de Krim onderdeel van Rusland te worden. De overige gebieden in de Donbas bleven onder het gezag van de Oekraïense overheid.
Op 11 mei 2014 schreven de separatisten een referendum uit over de onafhankelijkheid van de oblast Donetsk. Onafhankelijke waarnemingen waren tijdens dit referendum onmogelijk, maar volgens de separatisten was 89% voorstander van afscheiding. De volgende dag verklaarde Donetsk zich daadwerkelijk onafhankelijk. Hetzelfde scenario herhaalde zich in de oblast Loehansk, wat leidde tot de uitroeping van de onafhankelijke volksrepubliek Loegansk. Igor Girkin werd uitgeroepen tot leider van de rebellen. Hij verklaarde dat alle Oekraïense militairen en leden van de politie zich moesten onderwerpen, of anders binnen 48 uur het gebied moesten verlaten. Gaven ze hier geen gehoor aan, dan zouden ze als terroristen worden vervolgd. Volgens Oekraïne en het Westen waren de referenda gemanipuleerd door Rusland.
In de jaren daarna bleef de oorlog in Oost-Oekraïne doorwoekeren, met nu en dan nieuwe oplaaiingen waarna het weer een tijdlang betrekkelijk rustig bleef. Bij elkaar had dit enkele duizenden doden tot gevolg.

#### Akkoorden en staakt-het-vuren
Op 5 september 2014 werd, onder internationale druk, een eerste staakt-het-vuren afgesproken, het Akkoord van Minsk, dat echter van beide kanten slecht werd nageleefd. Een nieuw staakt-het-vuren, Minsk II, kwam op 12 februari 2015 tot stand. Dit akkoord werd een tijdlang wel redelijk nageleefd, maar in de loop van 2016 laaide het geweld gedurende enige tijd toch weer op.

### Nasleep
Op 25 januari 2016 maakte de Oekraïense regering bekend dat Oekraïne Rusland zou aanklagen wegens de annexatie van de Krim. Volgens het Oekraïense persbureau UNIAN zou de Oekraïense regering bij onder meer het Internationaal Zeerechttribunaal en het Internationaal Gerechtshof deze zaak aanhangig maken.
Sinds de annexatie vinden er op de Krim op grote schaal landonteigeningen en andersoortige confiscaties plaats, die niet zelden als 'nationalisaties' worden aangeduid.

### Incident in de Straat van Kertsj (2018)

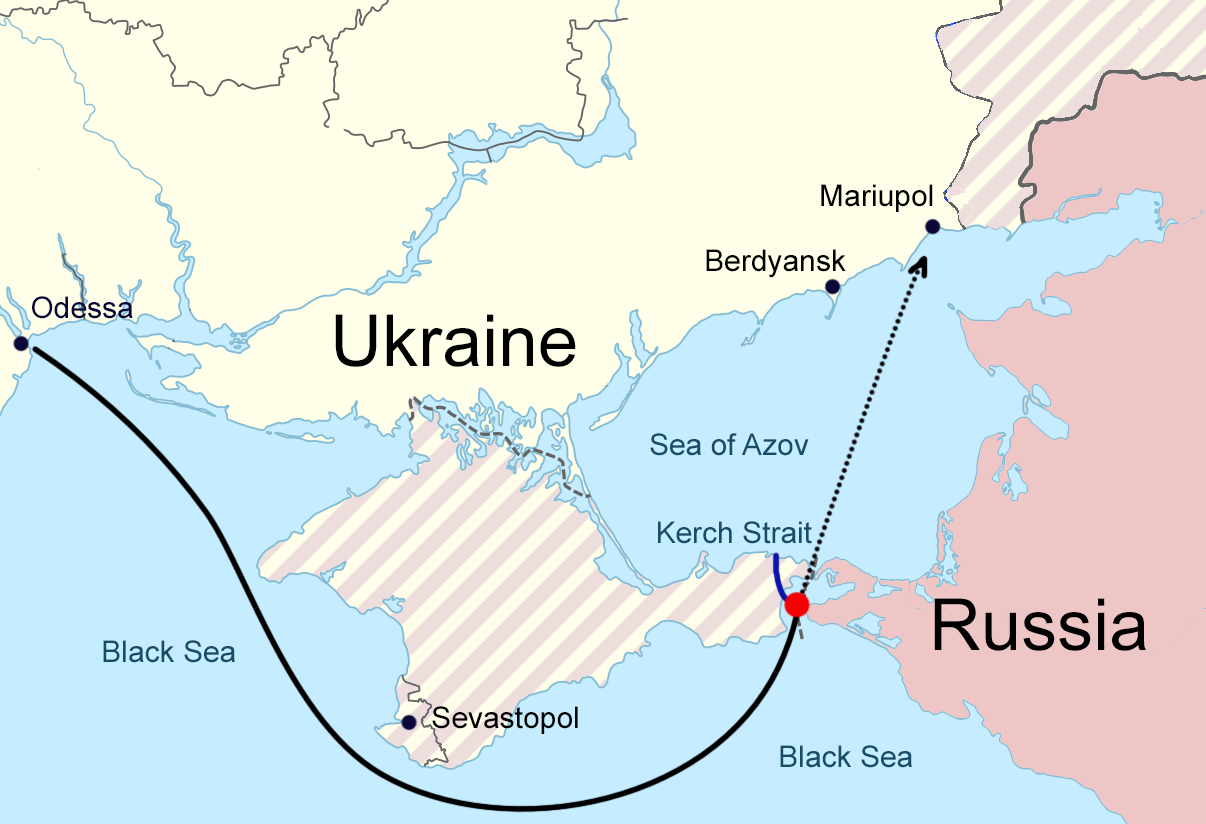
Het incident in de Straat van Kertsj over de doorgang tussen de Zwarte Zee en de Zee van Azov.

Rusland verwierf in 2014 de facto de controle over de Straat van Kertsj die de doorgang vormt tussen de Zwarte Zee en de Zee van Azov. In 2017 ging Oekraïne in beroep bij een arbitragehof over het gebruik van de zeestraat. Voor de ontsluiting van de Krim opende Rusland in mei 2018 de Krimbrug over de Straat van Kertsj, waardoor de grootte van schepen die konden passeren werd beperkt. Er werden nieuwe regels opgelegd en herhaaldelijk Oekraïense schepen aangehouden. Op 25 november 2018 blokkeerde de Russische marine de zeestraat en werden drie Oekraïense boten die van Odessa naar Marioepol reisden in beslag genomen door Russische oorlogsschepen; 24 Oekraïense matrozen werden vastgehouden. Een dag later riep het Oekraïense parlement de staat van beleg af langs de kustgebieden van Oekraïne en de grenzen met Rusland.

### 2019–2020

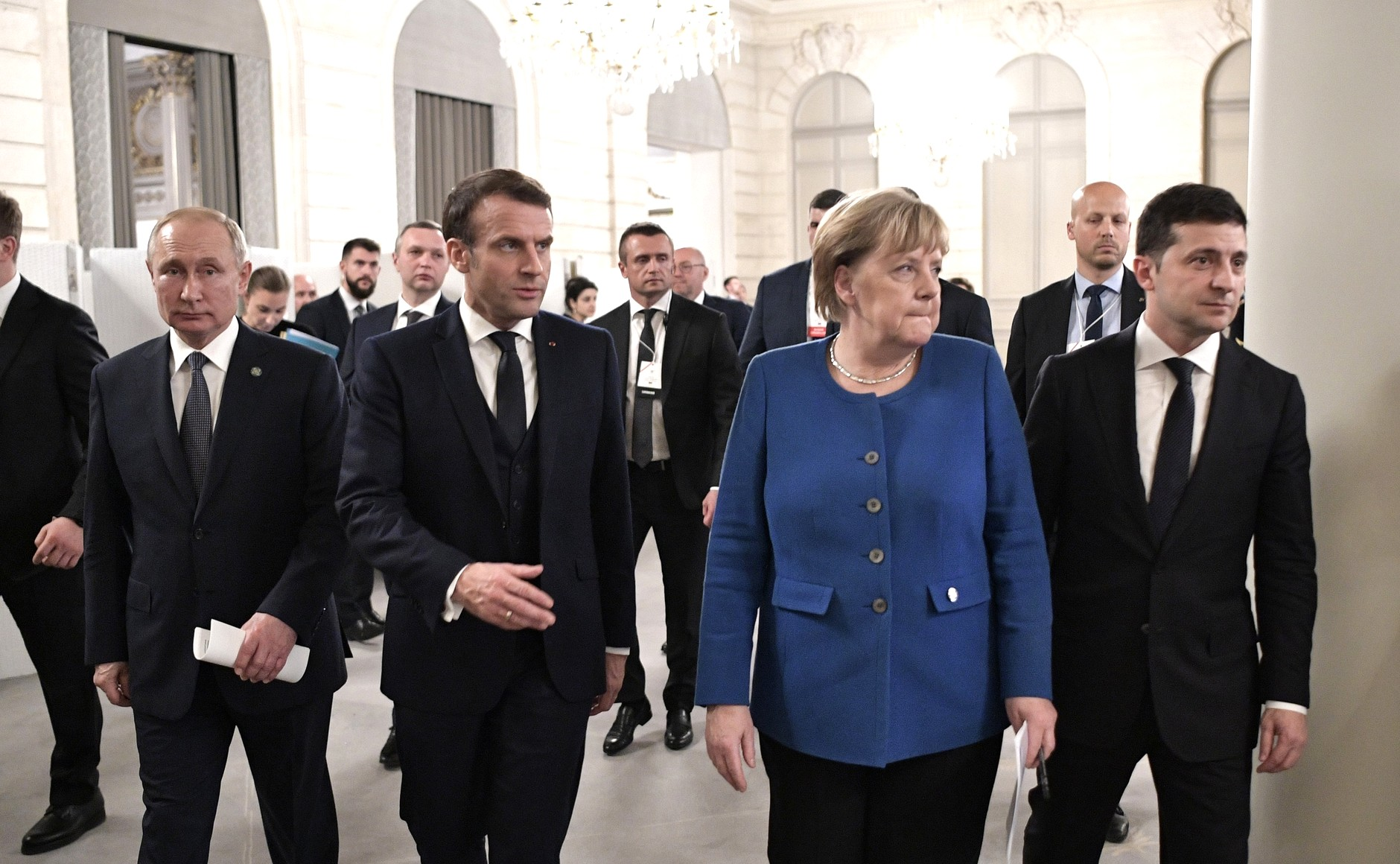
Van links naar rechts, de Russische president Vladimir Poetin, de Franse President Emmanuel Macron, de Duitse bondskanselier Angela Merkel en de Oekraïense president Volodymyr Zelensky in Parijs, Frankrijk, december 2019

In 2019 kwamen meer dan 110 Oekraïense soldaten om in het conflict. In mei 2019 trad de nieuw gekozen Oekraïense president Volodymyr Zelensky aan met de belofte de oorlog in de Donbas te beëindigen. In december 2019 begonnen Oekraïne en pro-Russische separatisten met de uitwisseling van krijgsgevangenen. Op 29 december 2019 werden ongeveer 200 gevangenen uitgewisseld. Volgens de Oekraïense autoriteiten sneuvelden er in 2020 in totaal 50 Oekraïense soldaten. In april 2021 verkondigde Dmitri Kozak, de plaatsvervangend stafchef van Poetin, dat Moskou "ter verdediging zou kunnen komen van zijn burgers in de door Rusland gesteunde separatistische gebieden" als Kiev zijn grondgebied zou proberen te heroveren. Sinds 2019 had de Russische regering meer dan 650.000 Russische paspoorten verstrekt aan Oekraïners in deze gebieden.

## Russische invasie van Oekraïne en aanloop (2021 - heden)

### Aanloop: (2021 - 2022)
In maart 2021 was er een grote Russische militaire mobilisatie aan de Russisch-Oekraïense grens. Satellietbeelden toonden een grote hoeveelheid gepantserde voertuigen, raketten en ander zwaar materieel. Hierdoor groeide de internationale bezorgdheid over een mogelijke invasie van Oekraïne door Rusland. De troepen trokken zich in mei 2021 gedeeltelijk terug, maar de uitrusting en wapens bleven grotendeels aanwezig.
In juli 2021 publiceerde Poetin een essay met de titel Over de historische eenheid van Russen en Oekraïners, waarin hij Rusland en Oekraïne omschreef als 'één volk' en Russen, Oekraïners en Wit-Russen beschouwde als nakomelingen van de oude Roes.
Hoewel er in oktober 2021 meer dan 100.000 Russische troepen waren verzameld rondom de grens met Oekraïne, bleven Russische regeringsfunctionarissen tot 20 februari 2022 herhaaldelijk ontkennen dat Rusland plannen had om het land binnen te vallen.
In december 2021 diende Rusland twee ontwerpverdragen in met verzoeken tot 'veiligheidsgaranties', waaronder een juridisch bindende belofte dat Oekraïne nooit zou toetreden tot de Noord-Atlantische Verdragsorganisatie (NAVO). De verzoeken gingen gepaard met het dreigement dat er een militair antwoord zou komen als de VS en NAVO zouden vasthouden aan hun 'agressieve lijn'.
Nadat Poetin op 21 februari 2022 de twee separatistische volksrepublieken Donetsk en Volksrepubliek Loegansk op Oekraïens grondgebied als onafhankelijke staten had erkend, stuurde hij er met goedkeuring van het Russische parlement militairen heen onder het mom van een 'vredesmissie'. Op 22 februari 2022 keurde de Federatieraad van Rusland unaniem het gebruik van militair geweld in de gebieden goed. Op 24 februari 2022 kondigde Poetin op de Russische staatstelevisie een "speciale militaire operatie" aan. Vrijwel onmiddellijk daarna viel het Russische leger Oekraïne binnen vanuit tegelijkertijd Rusland, de Krim en Wit-Rusland.

### Russische invasie van Oekraïne (2022 - heden)

Overzicht van de Russische invasie van Oekraïne

Op 24 februari kondigde Poetin een "speciale militaire operatie" aan om Oekraïne te "demilitariseren en denazificeren". Vrijwel direct daarna ontploften kruisraketten in Kiev en andere Oekraïense steden en vielen Russische grondtroepen Oekraïne binnen vanuit Rusland, Wit-Rusland, de zelfverklaarde volksrepublieken Donetsk en Volksrepubliek Loegansk en de Republiek van de Krim. Russische militairen rukten op naar steden als Cherson, Marioepol, Soemy, Tsjernihiv, Charkov en de hoofdstad Kiev. Daarbij stuitten ze op hevig militair en lokaal verzet.
De invasie werd internationaal breed veroordeeld. Verschillende landen verleenden humanitaire, militaire en financiële hulp aan Oekraïne. Van directe militaire inmenging was geen sprake, hoewel vanuit meerdere landen vrijwilligers afreisden om in het Oekraïense vreemdelingenlegioen te dienen.

#### Annexatie van de Oekraïense oblasten Donetsk, Cherson, Loehansk en Zaporizja
De eenzijdige Russische annexatie van de Oekraïense oblasten Donetsk, Cherson, Loehansk en Zaporizja vond plaats op 30 september 2022, ruim zeven maanden na het begin van de invasie. De vier geannexeerde provincies vormen ongeveer 15% (90.000 km²) van het Oekraïense territorium en waren op het moment van annexatie niet volledig bezet door het Russische leger. Het is de grootste annexatie van grondgebied in Europa sinds de Tweede Wereldoorlog.
De annexatie vond plaats nadat Rusland schijnreferenda had gehouden in de vier (grotendeels) bezette en door de Oekraïense bevolking ontvluchtte Oekraïense oblasten. Deze referenda vonden zeven maanden na het begin van de invasie en minder dan een maand na het begin van het Oekraïense tegenoffensief in Zuid-Oekraïne plaats. De ondertekeningsceremonie werd gehouden in het Kremlin van Moskou in aanwezigheid van de leiders van de bezettingsautoriteiten van de vier Oekraïense provincies, Leonid Pasetsjnik, Denis Poesjilin, Yevgeny Balitsky en Volodymyr Saldo, en de Russische president Vladimir Poetin.
De annexatie werd niet erkend door de internationale gemeenschap, met uitzondering van Noord-Korea. Oekraïne, de Europese Unie, de Verenigde Staten en de Verenigde Naties verklaarden dat de referenda en de annexatie geen wettelijke basis hadden. In antwoord op de Russische annexatie, zei de Oekraïense president Volodymyr Zelensky dat Oekraïne zich op versnelde wijze zou aansluiten bij de NAVO. Op 19 oktober 2022 werd door Rusland de staat van beleg afgekondigd in de geannexeerde Oekraïense oblasten Cherson, Donetsk, Loehansk en Zaporizja. Hierdoor konden de regionale bestuurders van deze vier gebieden de benodigde wetgeving doorvoeren om een verbod op openbare bijeenkomsten en andere wijdverbreide beperkingen van de persoonlijke vrijheid mogelijk te maken.

#### Opiniepeilingen
Volgens vervolgonderzoeken van Gallup lag de steun van de Oekraïners voor de oorlogsinspanningen in 2022 boven de 70%, maar was die in augustus 2025 gedaald tot minder dan 25 procent.

### Koersk-offensief 2024
Op 6 augustus 2024 viel de Oekraïense krijgsmacht de Russische Oblast Koersk binnen, waar zij in botsing kwam met de Russische strijdkrachten en de Russische grenswacht. Op 15 augustus werd bericht dat de Oekraïense troepen 1.150 km2 Russisch territorium en 84 dorpen hadden bezet. Tegen 20 augustus had het Russische leger de situatie nog niet onder controle. Wel werd de Oekraïense terreinwinst in Koersk marginaal.

### Vredesonderhandelingen
Er zijn verschillende rondes van vredesonderhandelingen geweest met het doel de Russische invasie van 2022 een halt toe te roepen en de oorlog te beëindigen in een wapenstilstand. De eerste bijeenkomst vond reeds vier dagen na het begin van de invasie plaats, op 28 februari 2022, in Wit-Rusland, maar werd zonder resultaat afgesloten. Een tweede en derde gespreksronde vonden plaats op 3 en 7 maart 2022, eveneens in Wit-Rusland, de vierde en vijfde ronde vonden plaats op 10 en 14 maart in Istanbul, Turkije. Sedertdien zijn er nog talloze besprekingen en voorstellen geweest om de oorlog te beëindigen.
Daarnaast werd, met wisselend succes, onderhandeld over een graandeal (2022) en over een grondstoffendeal (2025).

## Mogelijke oorlogsmisdaden
Oekraïne spande op 26 februari 2022 bij het Internationaal Gerechtshof (ICJ) rechtszaken aan tegen Rusland in verband met oorlogshandelingen die worden aangemerkt als genocide: zowel Rusland als Oekraïne is als partij toegetreden tot het Genocideverdrag van 1948. Deze door Oekraïne tegen Rusland aangespannen zaak staat op de rol als Application instituting proceedings against the Republic of the Russian Federation in the case concerning Allegations of Genocide under the Convention on the Prevention and Punishment of the Crime of Genocide (Ukraine v. Russian Federation).
Ook bij het Internationaal Strafhof (ICC) loopt een strafrechtelijk onderzoek naar oorlogsmisdrijven in Oekraïne. Bij het Statuut van Rome is Rusland geen partij.
Het parlement van Litouwen bestempelde Rusland in mei 2022 als een terroristisch land en merkte Ruslands acties in Oekraïne aan als genocide. Op 28 juli nam de Amerikaanse Senaat unaniem een resolutie aan waarin het Witte Huis werd opgeroepen om Rusland als sponsor van terrorisme, "voor acties in Tsjetsjenië, Georgië, Syrië en Oekraïne" die "hebben geleid tot de dood van talloze onschuldige mannen, kinderen en vrouwen", te erkennen. Ondanks verzoeken daartoe van de Oekraïense regering samen met de Amerikaanse Senaat, wees de Amerikaanse president Joe Biden het verzoek af, omdat een dergelijke maatregel de humanitaire inspanningen en mogelijke vredesonderhandelingen zou kunnen blokkeren.
Op 17 maart 2023 vaardigde het Internationaal Strafhof (ICC) een arrestatiebevel uit tegen de Russische president Poetin en de Russische commissaris voor kinderrechten Maria Lvova-Belova. Het ICC hield hen als verdachten verantwoordelijk voor de deportatie van kinderen vanuit de bezette gebieden in Oekraïne naar Rusland.